# Douze Apôtres
Pour les articles homonymes, voir Douze Apôtres (homonymie).

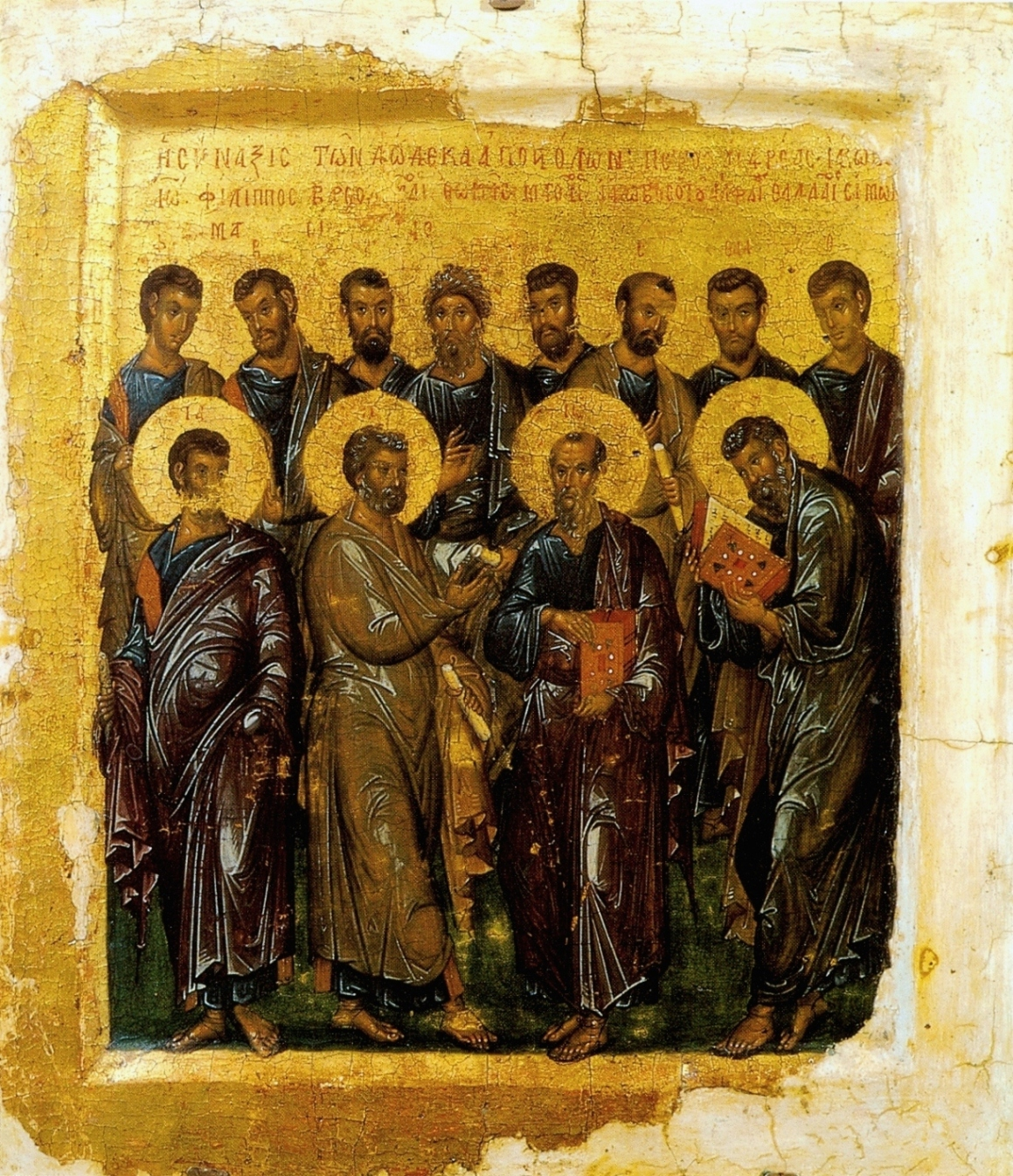
Synaxe des Douze Apôtres, icône du XIV, musée Pouchkine, Moscou.

Les Douze Apôtres, ou, par ellipse les Douze, ou simplement les Apôtres, sont les douze disciples choisis par Jésus de Nazareth,,,.
Par ailleurs, selon la tradition chrétienne, Jésus a aussi distingué soixante-dix disciples, qui deviennent évêques d'une ville par la suite. Tous ces disciples prêchent la « bonne nouvelle », expression qui donnera naissance au mot « évangile », après la rédaction des textes dans les années 65-100.
Paul de Tarse est considéré comme le « treizième apôtre » par la tradition chrétienne : il est qualifié d'« Apôtre des Gentils ».
Les catholiques et les orthodoxes considèrent les évêques comme les successeurs des Apôtres, et accordent une importance particulière au fait que les évêques se situent dans la succession apostolique, c'est-à-dire que la tradition à laquelle ils se rattachent remonte aux apôtres dans la succession des personnes et des doctrines.

## Les Douze
Les Douze sont appelés « apôtres » dans l'Évangile selon Luc (Lc 6,13),. Le nom masculin « apôtre » est un emprunt, par l'intermédiaire du bas latin apostolus, au grec,, ecclésiastique ἀπόστολος / apóstolos, dérivé du verbe ἀποστέλλειν.
Leur liste nominative est donnée quatre fois dans le Nouveau Testament : dans les trois Évangiles synoptiques — l'Évangile selon Matthieu (Mt 10,2–4), l'Évangile selon Marc (Mc 3,16–19) et l'Évangile selon Luc (Lc 6,14–16) — et dans les Actes des Apôtres (Ac 1,13). Les quatre listes concordent, à quelques détails près, et les exégètes les groupent deux par deux. Toutes comportent douze noms, quelques-uns des Apôtres étant distingués des autres par des surnoms. Toutes nomment Simon, dit Pierre, en tête et Judas, dit (l')Iscariote, en dernier. Toutes classent les Apôtres selon un ordre décroissant de préséance, qui traduit leur autorité respective dans l'Église primitive. Simon est dit « le Cananéen » par Matthieu et Marc ; et le Zélote par Luc et les Actes. Jude, dit de Jacques par Luc et les Actes, est identifié à Thaddée, cité par Matthieu et Marc. Si l'Évangile selon Jean ne donne pas de liste nominative des Apôtres, il en reconnaît bien douze. Il ne nomme jamais explicitement Matthieu, ni Barthélemy, ni Jacques le Mineur, ni Simon le Zélote. En revanche, il mentionne Nathanaël, nom absent des synoptiques.

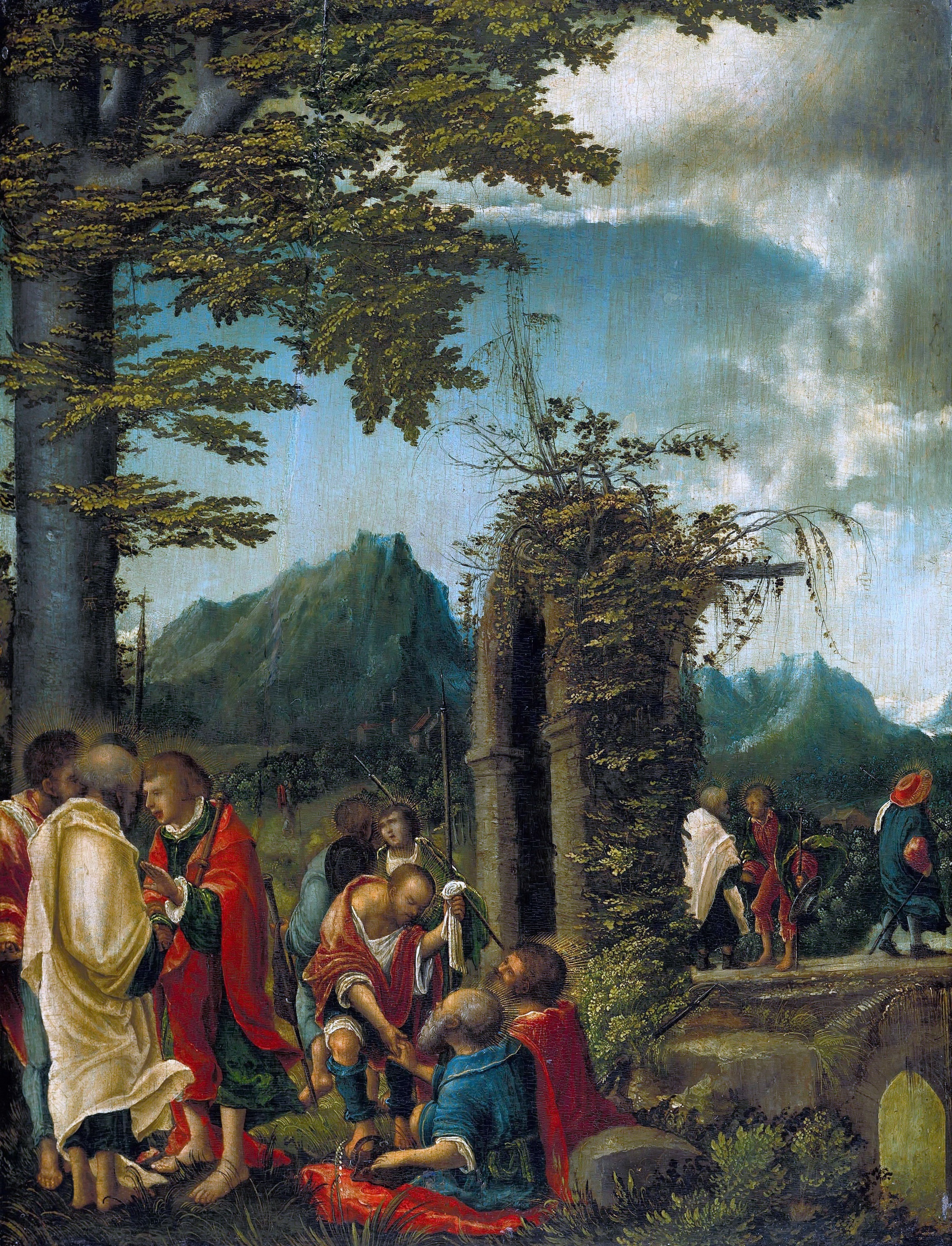
La Communion des Apôtres, par Albrecht Altdorfer (v. 1523), Gemäldegalerie (Berlin).

Douze apôtres sont choisis par Jésus-Christ pour être, en dehors de leur mission évangélisatrice, un symbole pour le peuple d'Israël : leur nombre de douze évoque les douze tribus d'Israël. Ils représentent le peuple de la nouvelle Loi, de la nouvelle alliance, tel qu'il sera rassemblé par Dieu à la fin des temps.
Les Douze Apôtres sont :
- Pierre (Simon-Pierre) ;
- André (frère de Pierre, dit le Protoclet[12],[13]) ;
- Jacques le Majeur ;
- Jean (frère de Jacques, tous deux fils de Zébédée) ;
- Philippe ;
- Barthélemy ;
- Thomas ;
- Matthieu ;
- Jacques le Mineur (fils d'Alphée) ;
- Jude (appelé aussi Thaddée) ;
- Simon le Zélote ;
- Judas Iscariote (remplacé par Matthias après sa mort)[5],[6].

## L'envoi en mission

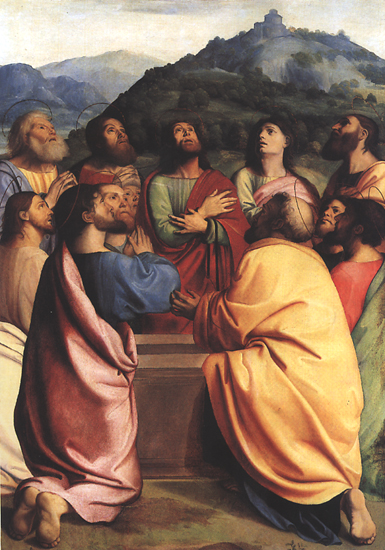
Apôtres autour du Sépulcre, par Albertino Piazza, musées d'État de Berlin.

Le groupe des Douze demeure après la Résurrection de Jésus. Après la trahison et la mort de Judas, les Onze qui subsistent décident de tirer un disciple au sort, Matthias, pour « devenir avec nous témoin de la Résurrection ». Ils sont, avec d'autres disciples, les bénéficiaires du don de l'Esprit à la Pentecôte (Ac 2). Ils se dispersent ensuite pour prêcher l’Évangile, tout en revenant rendre compte régulièrement à Jérusalem.
Après la mise à mort de Jacques, frère de Jean, par Hérode Agrippa Ier en 44, il semble que le groupe ne se renouvelle pas. Paul ne cite qu'une fois les « Douze » en 1Co 15,5, à propos des témoins de la Résurrection, dans une simple reprise d'une confession de foi antérieure. Du temps de son ministère, les Douze ne jouent plus aucun rôle actif. La tradition ultérieure n'est pas unanime sur le nom des membres de ce groupe.

## Variantes entre les quatre Évangiles
Les Évangiles selon Matthieu, Marc, Luc et Jean racontent la vocation de ces douze disciples de Jésus de Nazareth et donnent leur liste.

### Selon Matthieu
« Puis, ayant appelé ses douze disciples, il leur donna le pouvoir de chasser les esprits impurs, et de guérir toute maladie et toute infirmité. »

— (Mt 10:1-4)
Voici les noms des Douze Apôtres :
- Simon, appelé Pierre ;
- André son frère ;
- Jacques, fils de Zébédée ;
- Jean son frère ;
- Philippe ;
- Barthélemy ;
- Thomas ;
- Matthieu le publicain ;
- Jacques, fils d'Alphée ;
- Thaddée ;
- Simon le Zélote (ou le Cananite) ;
- Judas l'Iscariote, celui qui livra Jésus.

### Selon Marc
« Il monta ensuite sur la montagne ; il appela ceux qu’il voulut, et ils vinrent auprès de lui. Il en établit douze, pour les avoir avec lui, et pour les envoyer prêcher avec le pouvoir de chasser les démons. »

— (Mc 3:13-19)
Voici les douze qu'il établit :
- Simon, qu'il nomma Pierre ;
- Jacques, fils de Zébédée ;

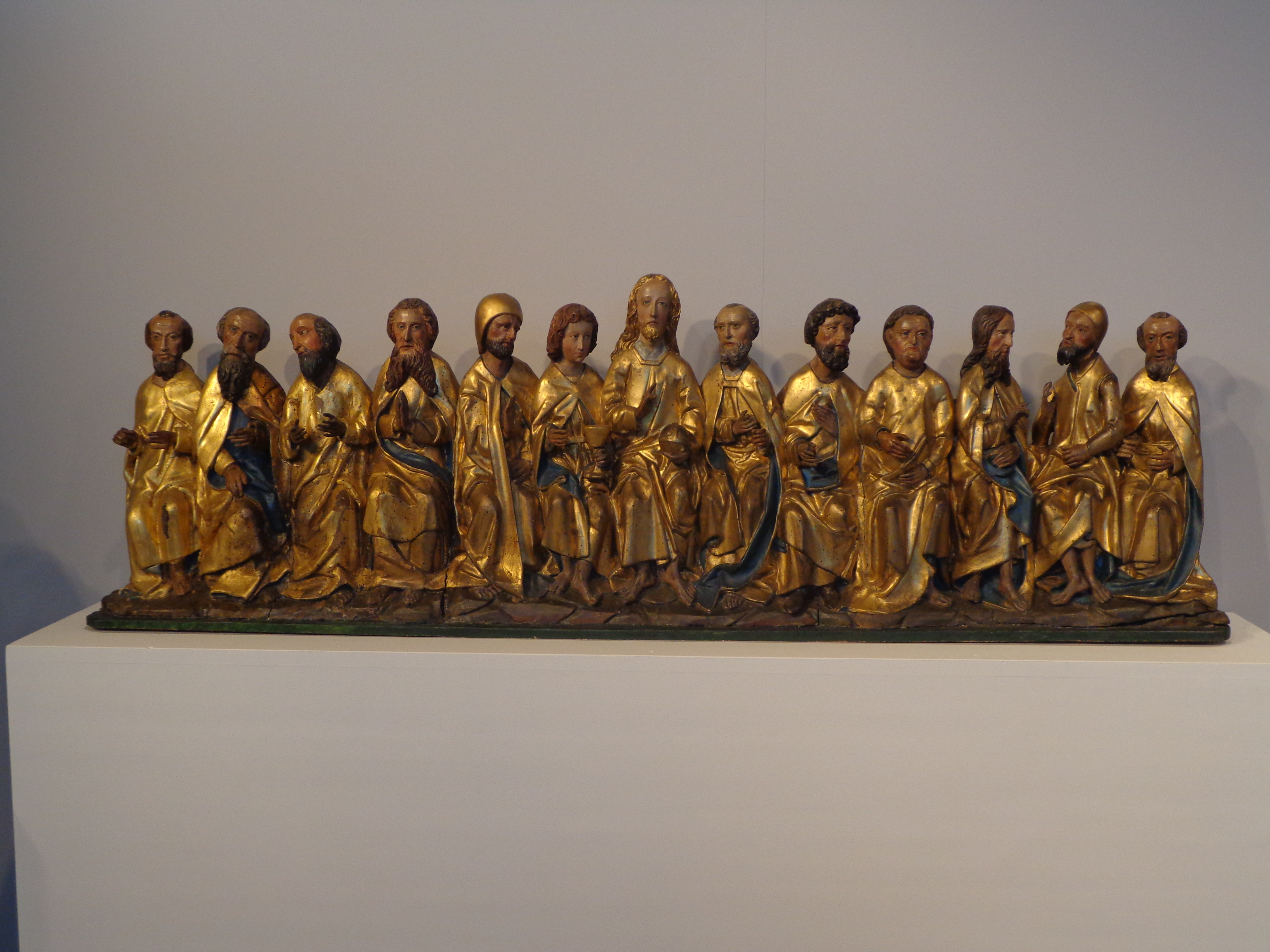
Le Christ et ses Douze Apôtres, sculpture du XVe siècle, Musée historique de Haguenau.

- Jean, frère de Jacques, auxquels il donna le nom de Boanerges, qui signifie fils du tonnerre ;
- André ;
- Philippe ;
- Barthélemy ;
- Matthieu ;
- Thomas ;
- Jacques, fils d'Alphée ;
- Thaddée ;
- Simon le Cananite ;
- Judas Iscariote, celui qui livra Jésus.

### Selon Luc
« En ce temps-là, Jésus se rendit sur la montagne pour prier, et il passa toute la nuit à prier Dieu. Quand le jour parut, il appela ses disciples, et il en choisit douze, auxquels il donna le nom d'apôtres »

— (Lc 6:12-16)
- Simon, qu'il nomma Pierre ;
- André, son frère ;
- Jacques ;
- Jean ;
- Philippe ;
- Barthélemy ;
- Matthieu ;
- Thomas ;
- Jacques, fils d'Alphée ;
- Simon, appelé le zélote ;
- Juda de Jacques ;

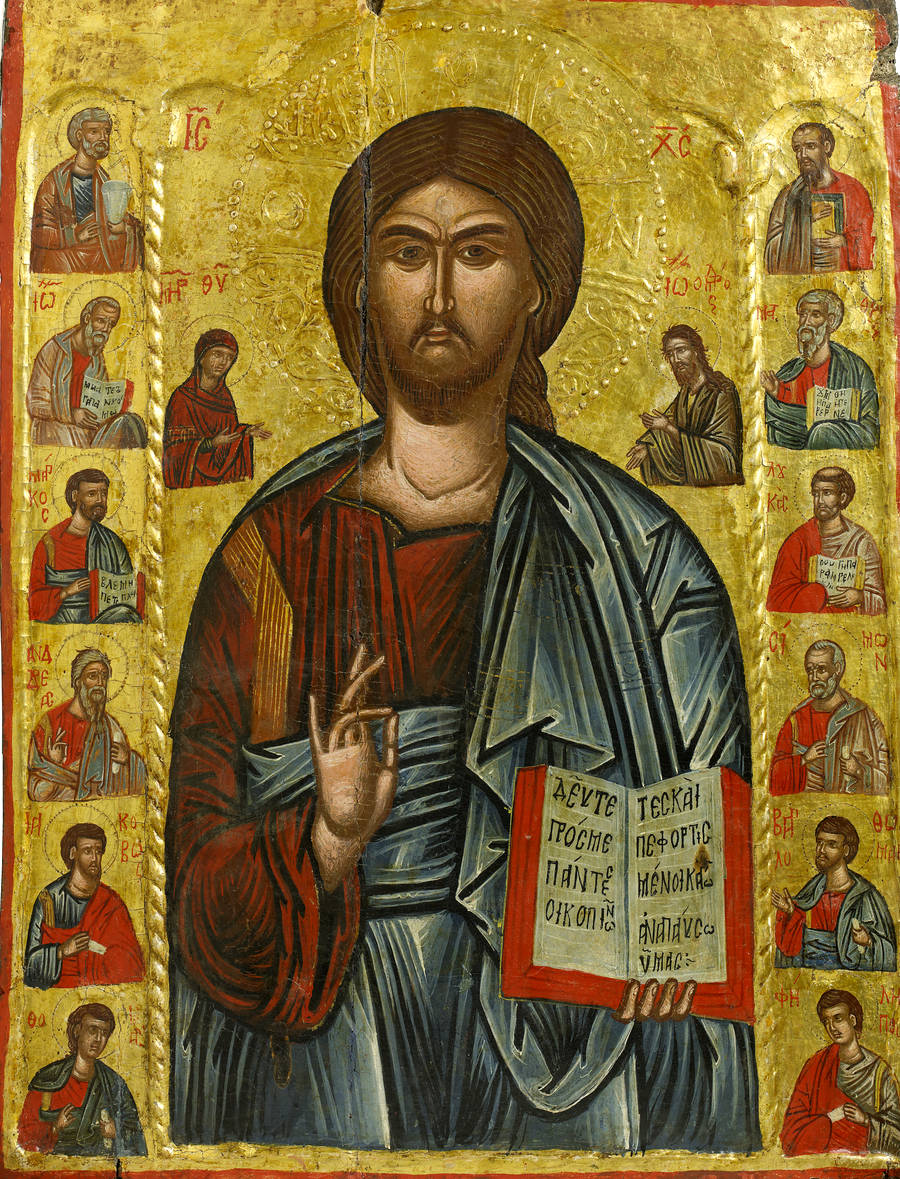
Jésus et les Douze, icône macédonienne du XVIIe siècle.

- Judas Iscariote, qui devint traître.

### Selon Jean
Les auteurs de l'évangile selon Jean ne donnent pas une liste pareille à celles de Marc, Luc et Matthieu. Cependant, l'épisode conclusif de leur évangile, le miracle au lac de Tibériade, ajouté par le troisième auteur, est introduit par une liste des apôtres en forme réduite, la suivante :

« Simon Pierre, Thomas appelé le Jumeau, Nathanaël de Cana en Galilée, les fils de Zébédée et deux autres disciples se trouvaient ensemble. »

— (Jn 21:2)
À cette liste il faut ajouter Judas Iscariote, fréquemment cité, ainsi qu'André (Jn 1:40), Philippe (Jn 1:43) et Jude (Jn 14:22). Le disciple bien-aimé conserve son mystère jusqu'au bout, ainsi que l'ont voulu les rédacteurs initiaux.

## Listes des Douze Apôtres identifiés dans le Nouveau Testament

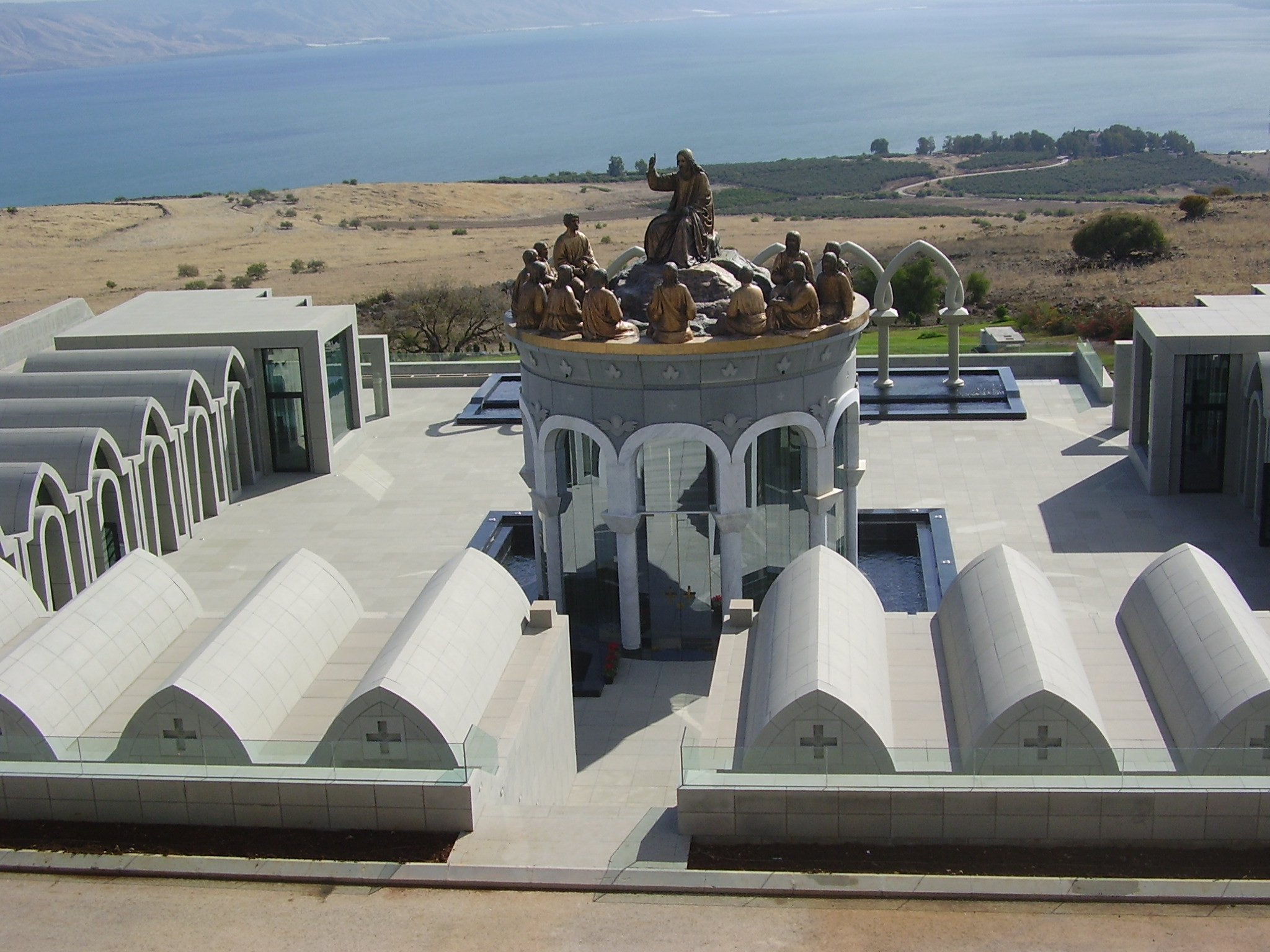
Jésus et les 12 apôtres au, Israël.

Chacune des quatre listes d'apôtres du Nouveau Testament (Mc 3,13–19, Mt 10,1–4, Lc 6,12–16 et Ac 1,13) indique que tous les apôtres étaient des hommes. Les quatre Évangiles et le Livre des Actes donnent différents noms aux Douze Apôtres. La liste donnée dans l'Évangile de Luc diffère de celle de Matthieu, ainsi que de Marc à deux égards. Elle énumère « Judas le fils de Jacques » au lieu de « Thaddée » (pour plus d'informations, voir l'article concernant Jude l'apôtre). Contrairement aux Évangiles synoptiques, l’Évangile de Jean ne propose pas de liste officielle des apôtres. Bien qu'il se réfère aux Douze (Jn 6,67–71), cet Évangile ne donne aucune explication sur l'identité de ces douze ne les mentionne pas tous par leur nom. Il n'y a pas non plus de séparation des termes « apôtres » et « disciples » dans Jean.
| N° | Évangile de Matthieu             | Évangile de Marc                | Évangile de Luc                                                  | Évangile de Jean                | Actes des apôtres                                               |
| -- | -------------------------------- | ------------------------------- | ---------------------------------------------------------------- | ------------------------------- | --------------------------------------------------------------- |
| 1  | Simon (qui s'appelle Pierre)     | Simon                           | Simon                                                            | Simon Pierre                    | Pierre                                                          |
| 2  | André (c'est le frère de Pierre) | André                           | André                                                            | André                           | André                                                           |
| 3  | Jacques (fils de Zébédée)        | Jacques                         | Jacques                                                          | un des fils de Zébédée          | Jacques                                                         |
| 4  | Jean (c'est le frère de Jacques) | Jean / un des Boanerges Mc 3,17 | Jean                                                             | un des fils de Zébédée          | Jean                                                            |
| 5  | Philippe                         | Philippe                        | Philippe                                                         | Philippe                        | Philippe                                                        |
| 6  | Barthélemy                       | Barthélemy                      | Barthélemy                                                       | Nathanaël                       | Barthélemy                                                      |
| 7  | Thomas                           | Thomas                          | Thomas                                                           | Thomas (aussi appelé Didyme)    | Thomas                                                          |
| 8  | Matthieu (le publicain)          | Matthieu                        | Matthieu                                                         | pas mentionné                   | Matthieu                                                        |
| 9  | Jacques (fils d'Alphée)          | Jacques                         | Jacques                                                          | pas mentionné                   | Jacques                                                         |
| 10 | Thaddée (ou Lebbée)              | Thaddée                         | Judas (fils de Jacques, appelé frère dans certaines traductions) | Jude (pas Iscariote)            | Judas fils de Jacques (appelé frère dans certaines traductions) |
| 11 | Simon (le Cananéen)              | Simon (le Cananéen)             | Simon (qui s'appelait le Zélote)                                 | pas mentionné                   | Simon le Zélote                                                 |
| 12 | Judas Iscariote                  | Judas Iscariote                 | Judas Iscariote                                                  | Judas (fils de Simon Iscariote) | (Judas mort, remplacé par Matthias)                             |

## Les disciples de Jésus-Christ
| N°     | prénom                        | Détails | Matthieu                     | Marc                                      | Luc                            | Jean                                               | Actes             | Jude    | Jacques |
| ------ | ----------------------------- | --- | ---------------------------- | ----------------------------------------- | ------------------------------ | -------------------------------------------------- | ----------------- | ------- | ------- |
| 1      | Simon Pierre                  | Le frère d'André | Mt 10,2;                     | Mc 3,16;                                  | Lc 6,14;                       | Jn 1,42;                                           |                   |         |         |
| 2      | André                         | Le frère de Simon Pierre et disciple de Jean-Baptiste                                                               | Mt 10,2;                     | Mc 3,18;                                  | Lc 1,35-42; Lc 6,14;           | Jn 1,40 (avec "un autre", vraisemblablement Jean)  |                   |         |         |
| 3      | Jacques                       | Le frère de Jean, fils de Zébédée et Salomé, Boanerges, fils du tonnerre, neveu de Joseph et Marie, cousin de Jésus | Mt 10,2; Mt 20,20; Mt 27,56; | Mc 3,17; Mc 15,40; Mc 16,1;               | Lc 6,14;                       | Jn 21,2; Jn 19,25?;                                |                   |         |         |
| 4      | Jean                          | Frère de Jacques, fils de Zébédée et Salomé, Boanerges, fils du tonnerre, neveu de Joseph et Marie, cousin de Jésus | Mt 10,2; Mt 20,20; Mt 27,56; | Mc 3,17; Mc 15,40; Mc 16,1;               | Lc 6,14;                       | Jn 1,40 vraisemblablement, puis Jn 21,2;Jn 19,25?; |                   |         |         |
| 5      | Philippe                      | de Bethsaïde "de Galilée"                                                                                           | Mt 10,3;                     | Mc 3,18;                                  | Lc 6,14;                       | Jn 1,44; Jn 12,21;                                 |                   |         |         |
| 6      | Barthélemy Nathanaël          | | Mt 10,3;                     | Mc 3,18;                                  | Lc 6,14;                       | Jn 1,43-51;                                        |                   |         |         |
| 7      | Matthieu Lévi                 | Fils d'Alphée, cousin de Jésus, Jacques le Mineur, Jude et Simon, beau-fils de Marie                                | Mt 10,3; Mt 27,56;           | Mc 2,14; Mc 3,16-18; Mc 6,3; Mc 15,40-47; | Lc 5,27; Lc 6,14-15; Lc 24,18; |                                                    | Ac 1,13; Ac 4,36; |         |         |
| 8      | Thomas                        | Didyme | Mt 10,3;                     | Mc 3,18;                                  | Lc 6,15;                       | Jn 20,24;                                          |                   |         |         |
| 9      | Jacques le Mineur             | Cousin de Jésus, frère de Thaddé et Simon, demi-frère de Matthieu, beau-fils d'Alphée                               | Mt 10,3; Mt 27,56;           | Mc 2,14; Mc 3,16-18; Mc 6,3; Mc 15,40-47; | Lc 5,27; Lc 6,14-15; Lc 24,18; |                                                    | Ac 1,13; Ac 4,36; |         | Jc 1,1; |
| 10     | Thaddé Lebbée Judas Juda Jude | Frère de Jacques et Simon, demi-frère de Matthieu, beau-fils d'Alphée et cousin de Jésus                            | Mt 10,3; Mt 13,55;           | Mc 3,18; Mc 6,3;                          | Lc 6,16;                       |                                                    |                   | Jd 1,1; |         |
| 11     | Simon le Zelote               | Frère de Jacques et Thaddaeus, demi-frère de Matthieu, beau-fils d'Alphée et cousin de Jésus                        | Mt 10,4; 55;                 | Mc 3,18; Mc 6,3;                          | Lc 6,15;                       |                                                    |                   |         |         |
| 12     | Judas Iscariote               | Le traître qui se pendit                                                                                            | Mt 10,4;                     | Mc 3,19;                                  | Lc 6,16;                       |                                                    |                   |         |         |
| 12 bis | Matthias                      | Remplaçant de Judas Iscariote, à la base, le « treizième apôtre » et Matthias                                       |                              |                                           |                                |                                                    | Ac 1,20-26;       |         |         |

## Les hommes qui ont suivi Jésus
| n°     | Personne appelée apôtre | Où dans les Écritures | Remarques |
| ------ | ----------------------- | --------------------- | --- |
| 1      | Barnabé                 | Ac 14,14              | |
| 2 et 3 | Andronique et Junias    | Rm 16,7               | Paul a déclaré qu'Andronique et Junias étaient « remarquables parmi les apôtres ». Cela a été traditionnellement interprété de deux manières : - cet Andronique et Junias étaient « remarquables parmi les apôtres », c'est-à-dire des apôtres distingués ; - ce Andronique et Junias étaient « bien connus parmi les apôtres » qui signifie « bien connu des apôtres ». On pense que Paul fait simplement mention du caractère remarquable de ces deux personnes, reconnu par les apôtres. |
| 4      | Silas                   | 1Th 1,1, 1Th 2,6      | Considéré comme un compagnon de Timothée et Paul, il joue également le rôle d'un apôtre en tant que compagnon de Paul dans le deuxième voyage missionnaire de Paul, dans Ac 15,40 et suivants. |
| 5      | Timothée                | 1Th 1,1, 1Th 2,6      | Timothée est considéré comme un apôtre avec Silas et Paul. Cependant, dans 2Co 1,1 il n'est appelé « frère » que lorsque Paul se présente comme « un apôtre du Christ ». Timothée exerce la fonction d'apôtre lors de l'injonction de Paul dans 1Ti et 2Ti , bien que, dans ces épîtres, Paul le désigne comme son « fils » dans la foi. |
| 6      | Apollos                 | 1Co 4,9               | Inclus parmi « nous apôtres » avec Paul et Cephas (Pierre) (voir aussi : 1Co 3,4-6, 1Co 3,22 et 1Co 4,6). |

### Nouveau Testament
- Mt 10,2–4
- Mc 3,16–19
- Lc 6,13–16
- Ac 1,13

### Autres textes
- Les Canons des Apôtres, texte chrétien syrien du IVe siècle, collection de décrets ecclésiastiques anciens, attribuée aux Apôtres.

### Musique
- Louis-Nicolas Clérambault, Motet pour les apôtres, en la mineur, opus 82